# Unibet

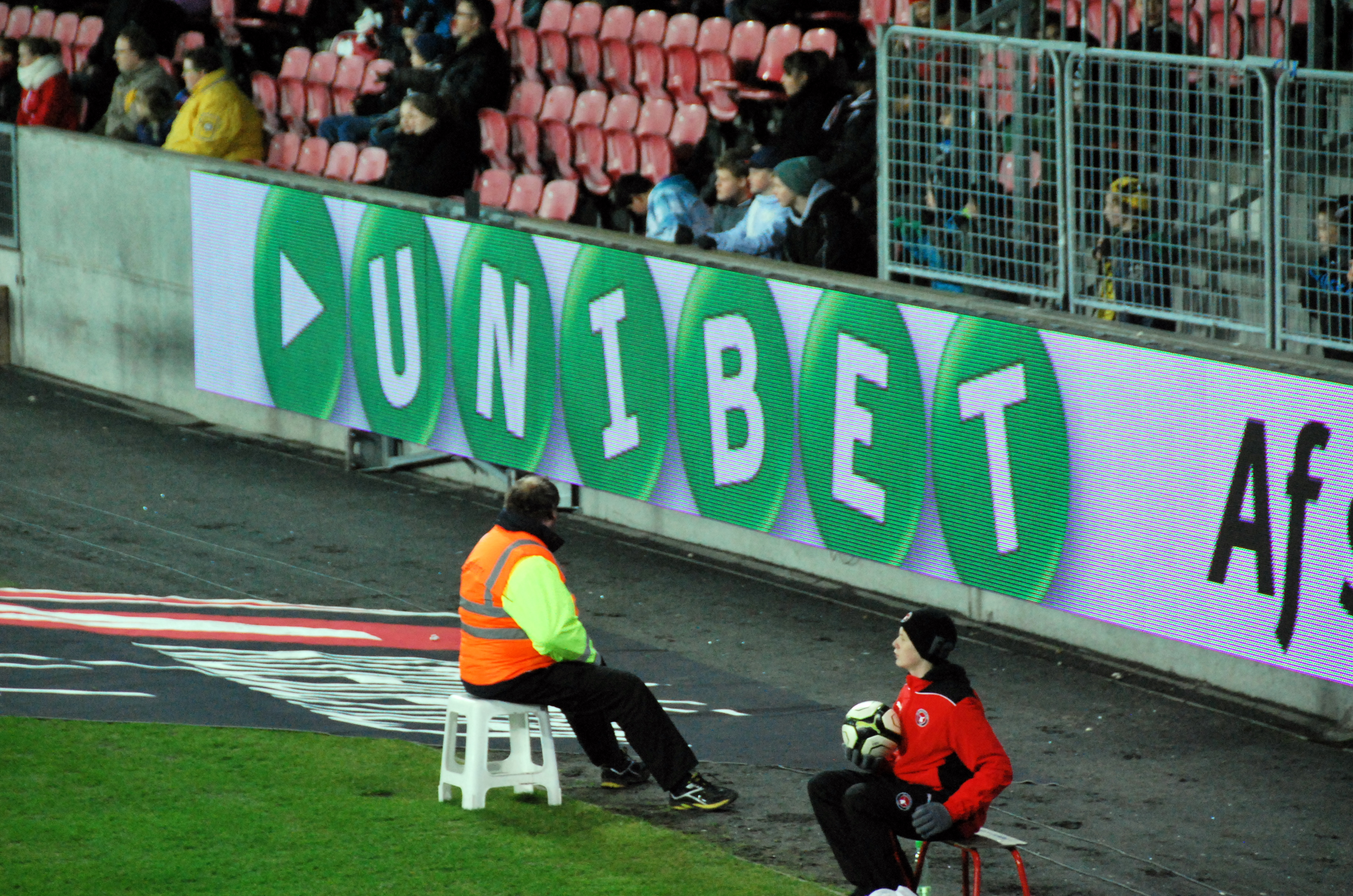
Reklam på MCH Arena i Herning.

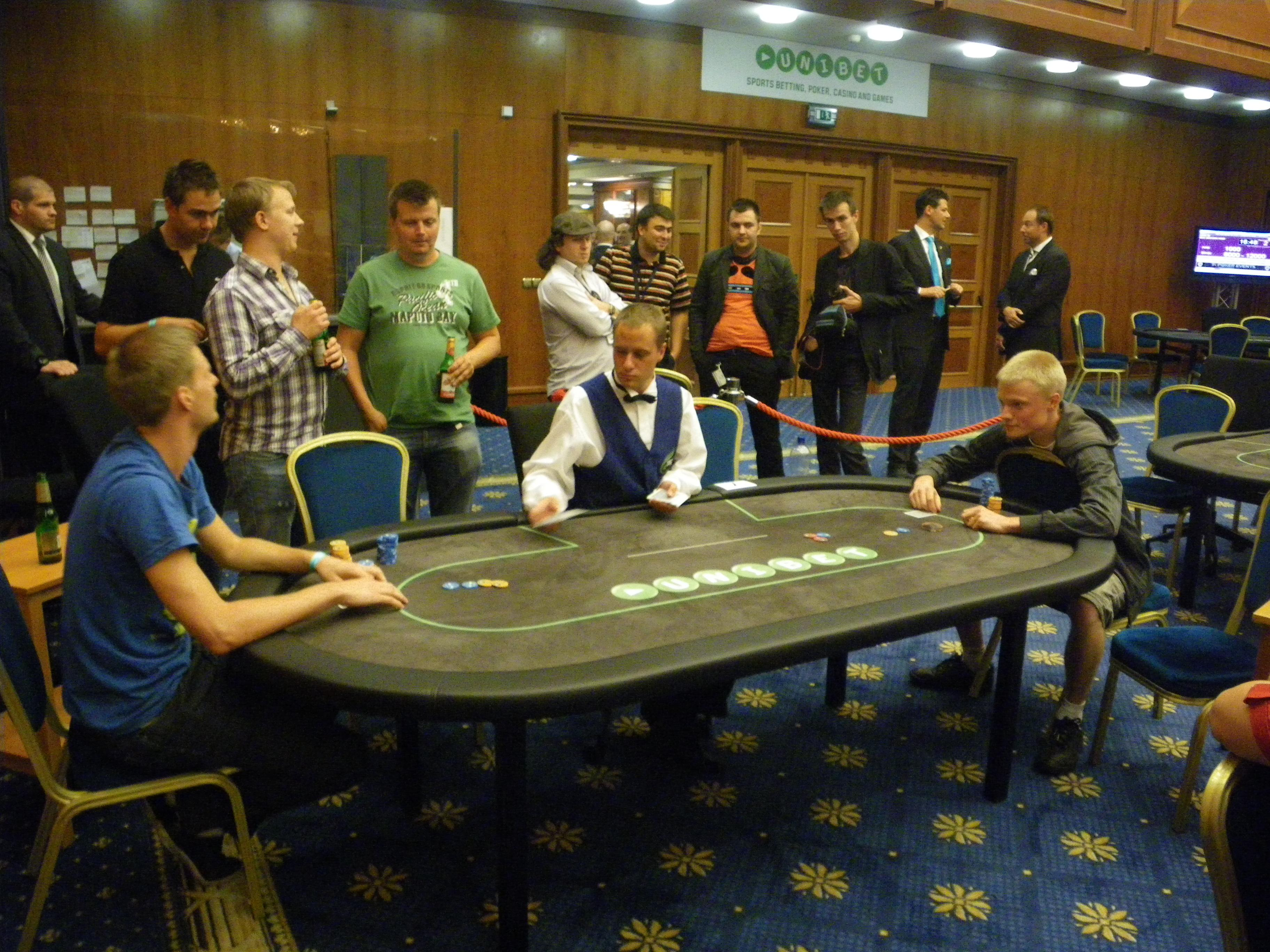
Unibet Open

Unibet är en arrangör av online-spel, och erbjuder onlinepoker, onlinekasino, skraplott, sportspel, live-spel, onlinebingo och spelautomat. Företaget är baserat på Malta och ägs av Kindred Group plc, som är noterat på Stockholmsbörsen. Företagets omsättning under 2012 var 197,2 miljoner GBP.
Kindred Group plc är ett Malta-baserat företag som erbjuder online-spel och vadslagning. Företaget tillhandahåller Unibet (huvudsajt) men har utöver det åtta andra online-spel sidor. En av de större är Maria Casino (online bingo och casinoprodukter) 32 Red (casino), Vlad Cazino och Otto Casino. Det gör Kindred Group plc till en av de största operatörerna för onlinespel i Europa, och har över 7,2 miljoner spelare från hela världen. Några av de primära marknaderna där Unibet har en licens för onlinespel är de nordiska länderna, Belgien, Holland och UK. 
Genom deras hemsida och andra plattformar (inklusive mobiltelefoner och digital-TV) erbjuder Unibet ett stort utbud av produkter associerade till onlinespel, så som vadslagning på sport, live-spel, supertoto, olika casinospel (roulette, black-jack, Caribbean stud, etc), poker och bingo.

## Utmärkelser
Unibet utsågs av den internationella spel-tidningen eGaming Review till European sportsbetting operator of the Year 2006, 2008 och 2009 samt Live Operator of the year 2009.

## Unibet Open
Unibet Open (UO) är en serie av Live Texas hold'em pokerturneringar i Europa, som drivs av Unibet. Den första UO spelades i Warszawa under den andra halvan av 2007, och touren fortsatte sedan under 2008 med turneringar i Madrid, Milano och återigen Warszawa. 2009 blev Unibet Open en av de populäraste och mest välkända pokerturneringarna i Europa, med turneringar i Budapest, Algarve, London, Prag och Warszawa. Under 2010 spelades UO i Budapest, Golden Sands (BG), Prag, Valencia och Paris. Touren 2011 spelades på Malta, Barcelona, Dublin och Riga. 2012 års tour började i Prag i februari och fortsatte till Paris i maj, följt av London i september.

## Kort historia
Unibet grundades 1997 av 27-åriga Anders Ström i Sala. Inledningsvis var bolaget, som erbjöd spel på olika sporter, endast till hälften digitalt. Oddsen gick att se på nätet men de kunder som ville spela fick ringa till företaget varpå Ström uppdaterar siffrorna på nätet. Ström skaffade Unibets spellicens på Malta, för att kringgå Svenska Spels monopol och utnyttja Maltas låga bolagsskatt. Unibet blev således först bland en lång rad nordiska spelbolag att etablera sig på Malta.

### Tidslinje
- 1997 – Det första bolaget i Unibet-koncernen bildas.
- 1998 – Unibet erhåller licens att bedriva spelverksamhet i Storbritannien, öppnar ett kontor i London och börjar sin verksamhet som spelbolag genom att erbjuda spel via telefon.
- 1999 – En sajt med två språkversioner, svensk och engelsk, lanseras.
- 2000 – Unibet Group Plc. bildas. Unibet International erhåller licens och öppnar kontor i Malta.
- 2001 – Unibet lanserar en ny sajt, som översätts till 12 språk. Kunder i mer än 50 länder.
- 2003 – Lansering av uppdaterad sajt och nya produkter, bl.a. live-spel och kasinoprodukter.

Mer än 256 000 registrerade kunder i över 100 länder.
- 2004 – Notering på Stockholmsbörsen. Lansering av Supertoto och poker. Lansering av mobil-plattform, skraplotter och TV-serien ’Pokermiljonen’
- 2005 – Förvärv av MrBookmaker.com[4]
- 2006 – Hemsidan översätts till 20 olika språk. Lansering av bingo. Nytt holdingbolag etablerat i Malta.
- 2007 – Förvärv av Maria Holdings för att stärka positionen inom Bingo och på den nordiska marknaden.[5]
- 2008 – Förvärv av skandinaviens största trav-community, Travnet.
- Unibet är certifierat av G4, Global Gaming Guidance Group, och uppfyller dess Code of Practice i förhållande till ansvarsfullt spelande, och är även certifierat i regel med eCOGRA’s standards. (www.ecogra.org).
- Unibet är medlem av European Gaming and Betting Association (EGBA), vilken för samman 12 av de ledande spelföretagen i Europa. Associationen specificerar hur medlemmarna ska behandla problem med spelberoende, olagligt spelande av minderårig, spelarintegritet och penningtvätt.
- Januari 2009 – Unibet har registrerade kunder från över 150 olika länder.
- 2010 – Unibet tillhandahåller avtal i Frankrike för onlinespel och spel på hästar samt poker.[6]
- 2011 – Unibet annonserar köp av EurosportBet och EurosportPoker, en fransk operator som tillhandahåller sportspel och poker, villkorat av lagligt godkännande.[7]
- 2011 – Unibet tillhandahåller en av 48 licenser för den nyligen reglerade danska marknaden.[8]
- Under 2012 fortsätter Unibet sitt förvärv genom att köpa Betchoice, ett australienskt spelföretag för GBP 13,6 miljoner [9]. Betchoice tillhandahåller vadslagning på sport och motorsport i Australien via sin hemsida.
- 2014 – Unibet delar ut dotterbolaget Kambi till sina aktieägare. Kambi noterades på Stockholmbörsen.
- 2019 – Unibet erhåller licens  i Sverige på den avreglerade spelmarknaden.